# M13 (САУ)
Многоствольный самоходный пулемёт M13 (англ. Multiple Gun Motor Carriage) — зенитная самоходная установка (ЗСУ) США периода Второй мировой войны. Одна из первых машин этого класса в США, M13 была разработана в 1940—1942 годах под влиянием опыта боевых действий германских войск в Европе, показавших необходимость в ЗСУ для противовоздушного прикрытия колонн войск на марше. ЗСУ этого типа выпускались в двух вариантах, собственно M13, использовавшая шасси полугусеничного бронетранспортёра M3, и M14, использовавшая шасси его несколько отличавшегося варианта, M5. За исключением шасси и деталей конфигурации броневого корпуса, обе установки были идентичны.
M13 выпускались с января по май 1943 года, M14 — с декабря 1942 по декабрь 1943 года, всего было выпущено, соответственно, 1103 и 1605 ЗСУ обоих типов. Хотя 139 M13 и некоторое количество M14 были переданы во фронтовые части и использовались в боях Второй мировой войны, большинство M13 были в дальнейшем переоборудованы в более совершенные ЗСУ M16, а большинство M14 — в базовые бронетранспортёры. Некоторое количество M14 было также передано войскам Великобритании по программе ленд-лиза.